# Liparis bowkeri
Liparis bowkeri es una especie de orquídea de hábitos terrestres, originaria de África.

## Descripción
Es una orquídea de tamaño pequeño, que prefiere el clima cálido al frío. Tiene hábitos terrestres o epífitas rara vez, con pseudobulbos hinchados, cónicos para  cilíndricos que llevan 2 a 5 hojas, de color  verde, delgadas, lanceoladas a ovadas o anchamente ovadas,  poco pecioladas abajo. Florece en el otoño en una inflorescencia terminal, erecta, de hasta 15 cm de largo, con 2 a 25  flores  que se convierten a color naranja con la edad.

## Distribución y hábitat
Se encuentra en Burundi, Ruanda, Zaire, Etiopía, Kenia, Tanzania, Uganda, Malaui, Zambia, Zimbabue, Suazilandia y  Sudáfrica en bosques de altura sobre las rocas cubiertas de musgo y de los bancos en el suelo y en los bosques entre el musgo en los troncos de los árboles y ramas a una altitud de 1350 a 2700 metros.

## Taxonomía
Liparis bowkeri fue descrita por  William Henry Harvey y publicado en Thesaurus Capensis 2: 6, t. 109. 1863.
Etimología
Liparis; nombre genérico latíno que deriva del griego Liparos (λιπαρός) que significa "grasa, rico o brillante." Este nombre se refiere a la textura (sensación) de las hojas de estas plantas: que se producen casi aceitosas y brillantes.
bowkeri: epíteto otorgado en honor de Mrs. Barber nee Bowker (pintora sudafricana de orquídeas de 1800.
Sinonimia
- Leptorchis bowkeri (Harv.) Kuntze
- Leptorchis gerardii (Rchb. f.) Kuntze
- Leptorkis bowkeri (Harv.) Kuntze
- Leptorkis gerardii (Rchb.f.) Kuntze
- Liparis gerrardii Rchb.f.
- Liparis neglecta Schltr.
- Liparis purseglovei Summerh.
- Liparis ruwenzoriensis Rolfe[3][4]